# Anilios wiedii
Anilios wiedii — вид змій родини сліпунів (Typhlopidae). Ендемік Австралії. Вид названий на честь німецького натураліста Максиміліана Від-Нойвіда. 

## Поширення і екологія
Anilios wiedii поширені на південному сході Квінсленду (на південь від Маккая) та на сході Нового Південного Уельсу. Вони живуть в рідколіссях і саванах.